# Robert Jan Verbelen

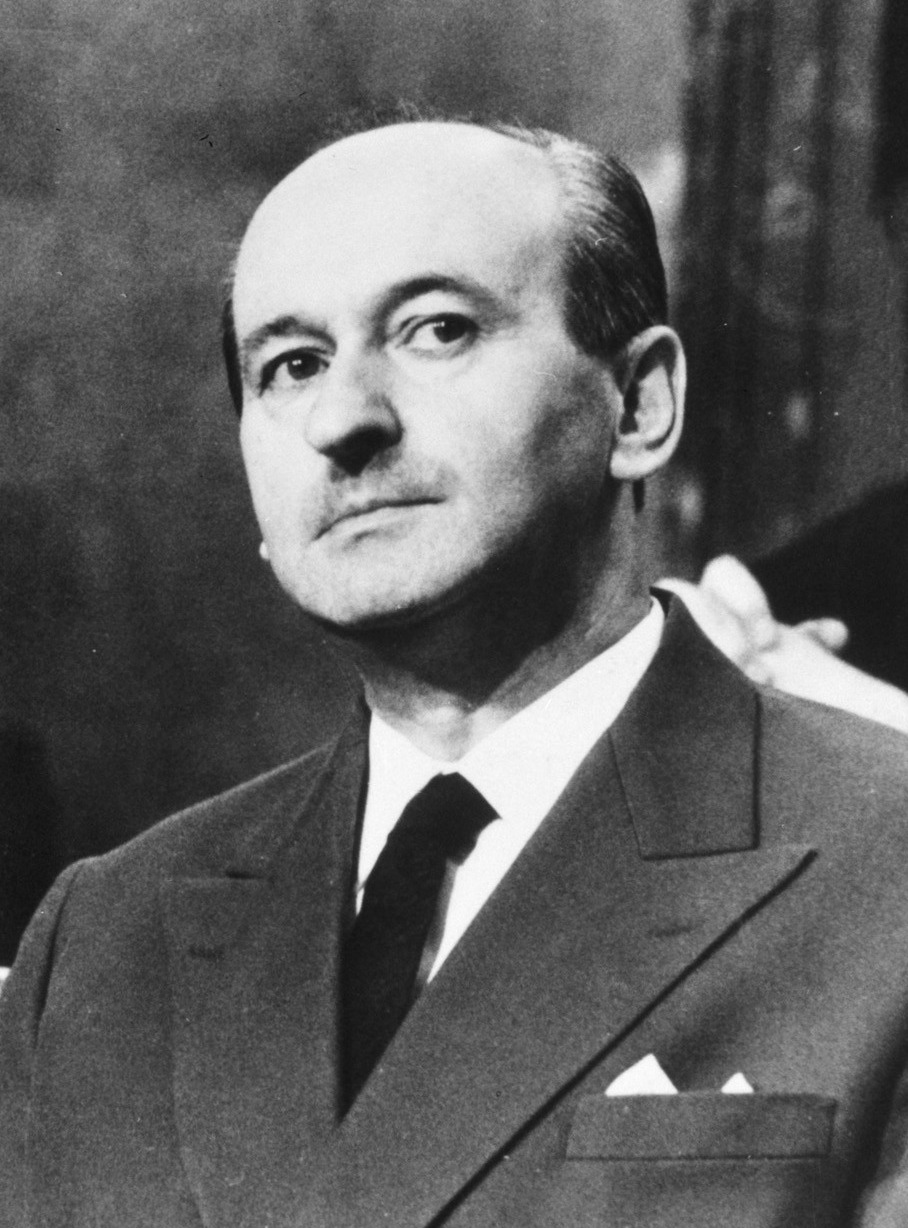
Robert Jan Verbelen, 1965

Robert Peter Jan Verbelen (* 5. April 1911 in Herent, Belgien; † 28. Oktober 1990 in Wien) war ein belgisch-österreichischer Kommandant der Flämischen Allgemeinen SS und Stellvertreter des Faschistenführers Léon Degrelle. Nach dem Krieg war er als Schriftsteller tätig.

## Leben
Verbelen war der Sohn eines belgischen Polizeikommissars. Ein Bruder von Verbelen war ein Anführer in der Widerstandsbewegung Weiße Brigade.
Bei der Gründung des Vlaams Nationaal Verbond (VNV) trat Robert Verbelen bei und wurde Gauleiter von Leuven. Nebenberuflich war er auch als Journalist tätig und wurde Vorsitzender des flämischen Fußballverbandes.
Nach der deutschen Besetzung war er einer der Ersten, der der Flämischen Allgemeinen SS beitrat, und er wurde führender Mitarbeiter des SD. Februar 1944 war er SS-Obersturmführer. 1947 wurde er in Abwesenheit zum Tode verurteilt, weil er verantwortlich war für die Ermordung von 101 Belgiern.
Er war jedoch schon 1944 nach Deutschland geflüchtet. Von dort ging er weiter nach Wien, wo er unter falschem Namen für den amerikanischen Nachrichtendienst arbeitete und als Informant für die österreichische Staatspolizei. Für seine Arbeit wurde ihm 1959 die österreichische Staatsbürgerschaft verliehen und er lebte jetzt wieder unter seinem richtigen Namen.
Im April 1962 wurde er aufgrund eines Hinweises in Wien verhaftet. Belgien beantragte seine Auslieferung. Verbelen verwies mit Erfolg auf seine österreichische Staatsangehörigkeit und so musste er sich im November 1965 vor einem österreichischen Gericht verantworten. Verteidigt wurde er von Marcel Brauns. Das Gericht hielt ihn mehrerer Taten für schuldig, sprach ihn jedoch frei, da er auf Befehl gehandelt habe. Das oberste Gericht nahm den Freispruch zurück, jedoch musste er nie wieder vor Gericht erscheinen.
Er lebte dann ungestört in Österreich und schrieb regelmäßig in rechtsextremen Publikationen. Des Weiteren schrieb er Kriminal- und Detektivromane.

## Werke
- Mister Incognito, Wolfsberg, 1966
- Mister Incognito, Paris, Presses de la Cité, 1967
- Le hibou appelle à minuit, Paris, Presses de la Cité, 1968
- Der Mond wird weinen, Wenen, 1969
- Der Kauz ruft um Mitternacht, Wenen, 1970
- Don Juan und die Unberührte, 1970
- Die Nonne und der Partisan, Oldendorf, 1973
- Der Affe auf dem Galgen, 1973
- Die Revolution kann warten, Agentenkrieg in Spanien 1974
- Auch Riesen können wanken, Klosterneuburg, 1978
- Der Teufel spielt Schach, Wenen, 1980
- Die stählerne Faust: Widerstand in der Sowjetunion, 1980
- Fridolin, der Flämische Don Quichotte, Wenen, 1982
- Flandrens Traum vom Reich, 1983 (unter Pseudonym R. Russelberg)
- Der Tod hat weiche Hände
- Gott hat geschlitzte Augen